# Costa Pravda

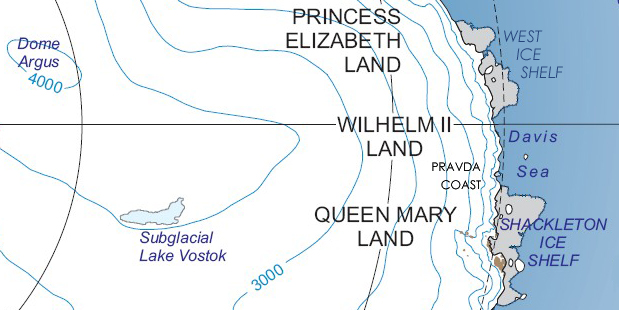
Nella mappa è indicata la posizione della costa Pravda che si sovrappone sia alla costa della Terra di Guglielmo II che alla costa della Terra della Regina Maria.

La costa Pravda (centrata alle coordinate 67°50′S 94°00′E) è una porzione della costa antartica. In particolare, la costa Pravda si estende dalla longitudine 88°E alla longitudine 100°E. Essa confina quindi a est con la costa di Knox, quindi con la Terra di Wilkes, e a ovest con la costa di Leopold e Astrid, quindi con la Terra della Principessa Elisabetta.

Da notare come questa costa si sovrapponga sia alla costa di Guglielmo II, a ovest, che alla costa della Regina Maria, a est.
Davanti alla parte più orientale della costa, a cominciare dalla latitudine 96°E, si estende parte della piattaforma di ghiaccio Shackleton, che poi continua, nei suoi 384 km di lunghezza, verso est, fin davanti alla parte occidentale della costa di Knox. 

## Storia

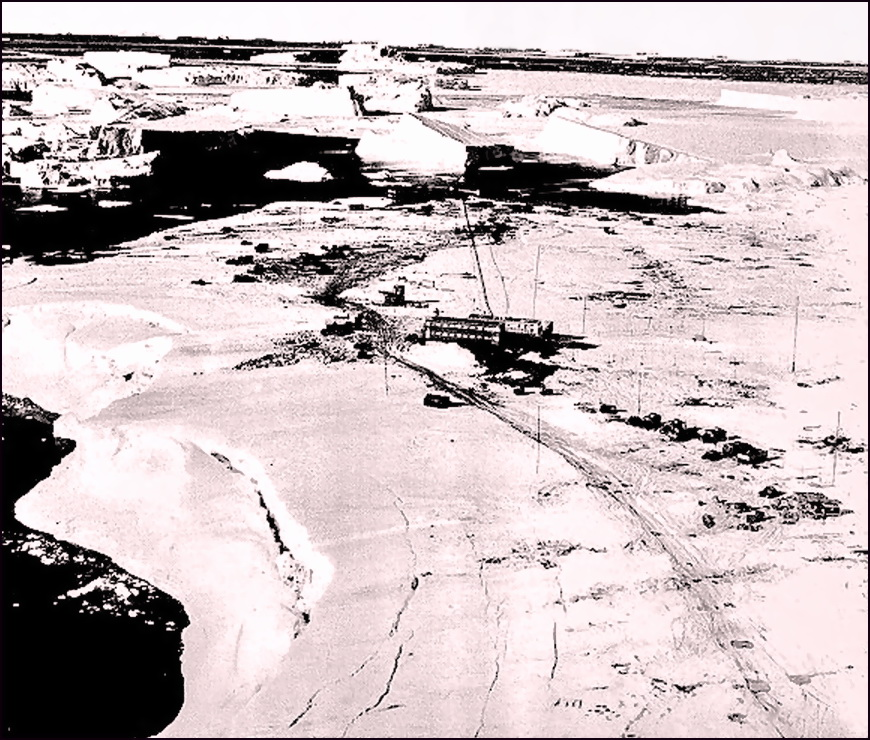
La Stazione Mirnyj nel 1982.

La scoperta della costa Pravda va fatta risalire a quelle della costa di Guglielmo II, avvenuta il 22 febbraio 1902 durante la spedizione Gauss (1901-1903) (nota anche come prima spedizione tedesca), comandata da Erich Dagobert von Drygalski, e della costa della Regina Maria, avvenuta nel febbraio 1912 nell'ambito della spedizione Aurora (1911-14), comandata da Douglas Mawson.
Il nome "Pravda", ossia quello del quotidiano ufficiale del partito comunista sovietico, fu dato a questa costa da parte degli esploratori sovietici che vi giunsero nel 1956 e che vi costruirono, per la precisione presso capo Davis (66°33′S 90°01′E), la Stazione Mirnyj, inaugurata il 13 febbraio 1956 e ad oggi il più importante centro di studio russo nel continente antartico.